# Ernesto Carbone
Ernesto Carbone (Cosenza, 25 giugno 1974) è un politico italiano.

## Biografia
Dopo aver conseguito la laurea in Giurisprudenza all'Università di Bologna nel 1998 con tesi di laurea in diritto costituzionale dal titolo “il finanziamento pubblico dei partiti politici” (relatore Prof. Augusto Antonio Barbera), dal 2001 al 2004 ha lavorato con ruoli diversi in Nomisma, la società di consulenza bolognese fondata da Romano Prodi. 
Dal febbraio 2002 è iscritto all'Ordine degli Avvocati. 
Tra il 2004 e il 2005 è direttore delle relazioni istituzionali di Alma Graduate School dell’Università di Bologna. Tra il 2005 e il 2008 ricopre l’incarico di direttore generale della Fondazione “Governare Per” guidata da Romano Prodi, qualche anno più tardi trasformatasi in "Fondazione per la collaborazione tra i popoli". Carbone è stato inoltre da aprile 2012 ad aprile 2013 presidente e amministratore delegato della SIN Spa, società pubblica controllata dall'Agenzia per le erogazioni in agricoltura. La SIN Spa si occupa di sviluppare e gestire il sistema informativo agricolo nazionale (SIAN) ed ha, come soci di minoranza, IBM, AlmavivA, Telespazio, Agriconsulting e Cooprogetti.
È membro dal 2014 della Fondazione Italia USA
Nel 2020 viene nominato membro del consiglio d'amministrazione di Terna dalla Cassa Depositi e Prestiti.

### Attività politica
Tra il 1998 e il 2000 è membro della segreteria tecnica del Ministero delle politiche agricole, nel ruolo di esperto di problemi giuridici relativi all’impresa, e nello stesso tempo è assistente del presidente della Commissione europea.
Tra il 1999 ed il 2000 è membro del gruppo di lavoro della Presidenza del Consiglio dei ministri, per il coordinamento della Missione Arcobaleno in Albania, città di Durazzo e Kukes.
Tra il 1999 ed il 2000 è membro del nucleo di supporto tecnico del Ministero delle politiche agricole (d.m. n.34307/1366 a. 1999).
Da gennaio ad aprile 2000, membro del nucleo di valutazione e verifica degli investimenti pubblici L. 144 del Ministero delle Politiche Agricole e Forestali (d.m. n.31877/1158 a.2000).
Tra il 2006 e il 2008 assume il ruolo di capo della segreteria particolare dell’allora ministro delle politiche agricole, alimentari e forestali Paolo De Castro
Tra il 2009 e il 2012 ha collaborato con la Presidenza della Commissione Agricoltura del Parlamento Europeo.
Alle elezioni politiche del 2013 viene candidato alla Camera dei deputati, tra le liste del Partito Democratico nella circoscrizione Lombardia 1 in diciannovesima posizione, risultando eletto deputato. Nella XVII legislatura della Repubblica è stato componente della Commissione Finanze e della Commissione Giurisdizionale per il personale della Camera.
Dal 2014 al 2017 è stato responsabile nazionale del Partito Democratico con delega alla pubblica amministrazione, innovazione e Made in Italy nella 2º Segreteria "unitaria" del Segretario Matteo Renzi. Fa parte della corrente dei renziani.
È stato responsabile delle politiche istituzionali della Fondazione VeDrò.
Alle elezioni politiche del 2018 viene candidato al Senato della Repubblica, nel collegio plurinominale Emilia-Romagna - 01, ma non viene eletto.
Nel 2019 lascia il Partito Democratico e aderisce ad Italia Viva, partito fondato da Matteo Renzi di stampo liberale e centrista.

## Controversie
A febbraio 2014 Il Fatto quotidiano ha pubblicato un articolo che evidenzia e critica le spese di rappresentanza ingiustificate dell'allora presidente e amministratore delegato di SIN Spa. Di tutta risposta Carbone ha querelato i giornalisti e dichiarato che lui ha invece ridotto le spese della società. Citato in tribunale da SIN Spa per l’azione di responsabilità per spese personali finanziate con la carta di credito aziendale, Carbone viene assolto ad aprile 2017 con la motivazione che tali spese non hanno causato alcun danno al patrimonio di SIN, in quanto esse sono state rimborsate da Agea, socio pubblico di maggioranza della stessa società.
Dopo il fallimento del referendum abrogativo sulle trivelle del 17 aprile 2016 per mancato raggiungimento del quorum previsto, Carbone pubblicò un tweet su Twitter in cui irrideva i promotori del referendum con il neologismo ciaone, suscitando un certo clamore mediatico ed alcune polemiche.
A seguito della sua mancata elezione a senatore nel 2018 ha presentato un ricorso, contestando l'assegnazione del seggio all'ex sindaco di Imola, Daniele Manca. Tuttavia la Giunta delle Elezioni del Senato non ha accolto tale richiesta.